# Tom's Sacrifice
Tom's Sacrifice è un cortometraggio muto del 1916 scritto, diretto e interpretato da Tom Mix. Prodotto dalla Selig Polyscope Company, il film, di genere western, aveva come altri interpreti Victoria Forde, Howard Farrell, Joe Simkins, Sid Jordan, Joe Ryan.

## Produzione
Il film fu prodotto dalla Selig Polyscope Company.

## Distribuzione
Distribuito dalla General Film Company, il film - un cortometraggio in una bobina - uscì nelle sale cinematografiche statunitensi il 4 novembre 1916. In Brasile, prese il titolo Sacrifício de Tom.